# Nehoiu
Nehoiu ist eine Kleinstadt im Kreis Buzău in der historischen Region Walachei in Rumänien.

## Lage
Nehoiu liegt im Tal des Flusses Buzău im südlichen Teil der Ostkarpaten, zwischen den Teilgebirgen Siriu im Süden und Podu Calului im Norden. Die Kreishauptstadt Buzău befindet sich etwa 50 km südöstlich.

## Geschichte
Nehoiu wurde 1549 erstmals urkundlich erwähnt. Der Ort lag an einer wichtigen Passstraße über die Karpaten (von Brașov nach Brăila). Die Bewohner beschäftigten sich vorwiegend mit der Holzgewinnung in den umliegenden Gebirgen. Im 20. Jahrhundert entwickelte sich Nehoiu zu einem lokalen Zentrum; 1989 wurde der Ort zur Stadt erklärt. Der wirtschaftliche Umbruch nach der Revolution 1989 führte zum Verlust vieler Arbeitsplätze und zur Abwanderung zahlreicher Bewohner. 2001 wurde die Stadt vom rumänischen Parlament zur „benachteiligten Zone“ erklärt. Haupterwerbszweige sind weiterhin die Forstwirtschaft und die Holzverarbeitung. Der Tourismus ist in Entwicklung begriffen.

## Bevölkerung
Bei der Volkszählung 2002 wurden in Nehoiu 11.631 Einwohner registriert, darunter 6188 in der eigentlichen Stadt und 5443 in den neun eingemeindeten Orten. 11.613 waren Rumänen und 10 Ungarn.

## Verkehr
Nehoiu ist Endpunkt einer 1908 errichteten Bahnstrecke von Buzău. Durch die Stadt führt die Nationalstraße 10 von Brașov nach Buzău. Von Nehoiu führen auch Busverbindungen nach Buzău.

## Sehenswürdigkeiten

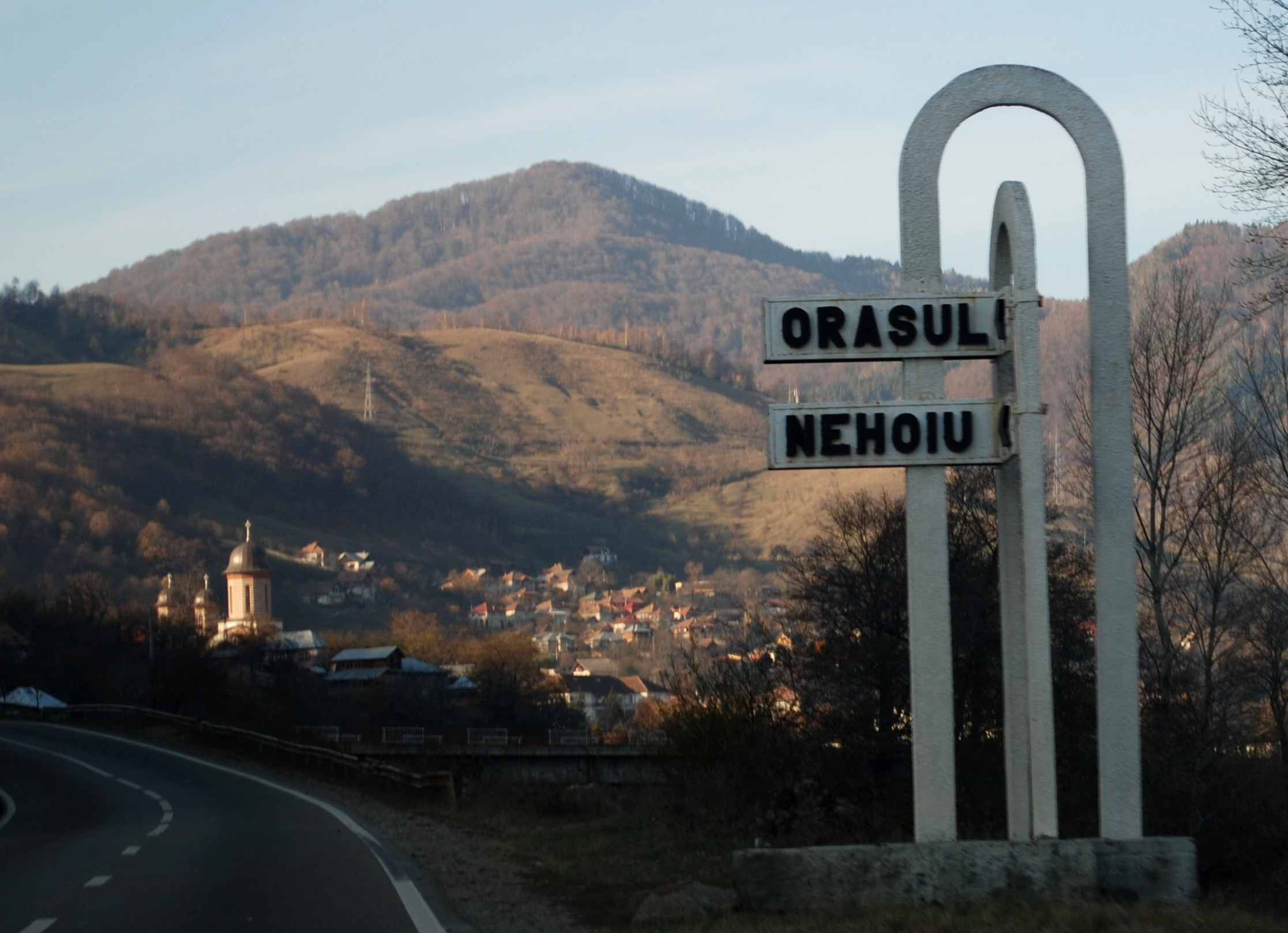
Blick auf Nehoiu

- Das Kurbad Băile Siriu
- Der Stausee Siriu
- Die Landschaftliche Umgebung